# Кук, Кристиан
Кри́стиан Кук (англ. Christian Cooke, род. 15 сентября 1987, Лидс, Уэст-Йоркшир, Англия) — английский актёр.

## Жизнь и карьера
Кук родился в Лидсе, Уэст-Йоркшир, и начал карьеру в десятилетнем возрасте со съемок в рекламе. С 2000 по 2006 год он снимался в семейной мыльной опере ITV «Там, где сердце», а затем в недолго просуществовавшей мыльной опере «Пляж воспоминаний». Также он появился в нескольких других британских шоу, в особенности «Доктор Кто».
На американском телевидении, Кук снялся в сериале Starz «Волшебный город». Шоу было закрыто после двух сезонов в 2013 году. В 2014 году он получил постоянную роль сына героини Джулии Ормонд в сериале Lifetime «Ведьмы Ист-Энда».
В апреле 2018 года Кук сыграл роль Микки Аргайла в сериале «Испытание невинностью», роль, первоначально сыгранную Эдом Вествиком, который был заменен Куком из-за обвинений в сексуальном насилии.

## Личная жизнь
С 2012 по 2013 Кук находился в отношениях с актрисой, Дианной Агрон. В 2018 он встречался с сестрой Кейт Мосс, Лотти.

## Фильмография

### Фильмы
| Год  | Название на русском | Название на английском | Роль           | Примечания             |
| ---- | ------------------- | ---------------------- | -------------- | ---------------------- |
| 2007 | Малькольм           | Wish                   | Малькольм      | Короткометражный фильм |
| 2010 | Городок Семетри     | Cemetery Junction      | Фредди Тейлор  |                        |
| 2012 | Безусловная любовь  | Unconditional          | Лиам           |                        |
| 2013 | Ромео и Джульетта   | Romeo & Juliet         | Меркуцио       |                        |
| 2013 | Привет, Картер      | Hello Carter           | Эллиот         |                        |
| 2013 |                     | Fare                   | Доминик        | Короткометражный фильм |
| 2014 | Аномалия            | Anomaly                | Оливер         | Короткометражный фильм |
| 2014 | Электричество       | Electricity            | Майки О’Коннор |                        |
| 2014 |                     | Destination Wedding    | Джон           |                        |
| 2014 | С любовью, Рози     | Love, Rosie            | Грег           |                        |
| 2017 |                     | A Rose in Winter       | Майкл          |                        |
| 2019 | В упор              | Point Blank            | Матэо          |                        |

### Телевидение
| Год       | Название на русском      | Название на английском  | Роль                 | Примечания                                           |
| --------- | ------------------------ | ----------------------- | -------------------- | ---------------------------------------------------- |
| 1999-2000 | Уилмот                   | Wilmot                  | Уилмот Таннер        | 13 эпизодов                                          |
| 2002      | Несчастный случай        | Casualty                | Марк Бут             | Эпизод: «Only the Lonely»                            |
| 2004      |                          | Barking!                | Райан                | Эпизод: «The Big Sausage»                            |
| 2006      | Врачи                    | Doctors                 | Гэри                 | Эпизод: «Positively Blooming»                        |
| 2000-2006 | Там, где сердце          | Where the Heart Is      | Люк Кирквел          | 68 эпизодов                                          |
| 2006      | Несчастный случай        | Casualty                | Джуд Бекет           | Эпизод: «Sons and Lovers»                            |
| 2007      | Инспектор Джордж Джентли | Inspector George Gently | Билли Листер         | Эпизод: «Gently Go Man»                              |
| 2007      | Чейз                     | The Chase               | The Chase            | 9 эпизодов                                           |
| 2007      | Королевская больница     | The Royal               | Бобби Хоррокс        | Эпизод: «Starting Over»                              |
| 2007      | Робин Гуд                | Robin Hood              | Люк Скарлетт         | Эпизод: «The Angel of Death»                         |
| 2008      | Пляж воспоминаний        | Echo Beach              | Брей Маррак          | 12 эпизодов                                          |
| 2008      | Доктор Кто               | Doctor Who              | Росс Дженкинс        | Эпизоды: «The Sontaran Stratagem» и «The Poison Sky» |
| 2009      | Демоны                   | Demons                  | Люк Резерфорд        | 6 эпизодов                                           |
| 2009      | Троица                   | Trinity                 | Дориан Гаудин        | 8 эпизодов                                           |
| 2010      | Крестовые походы         | Dark Relic              | Пол                  | Телефильм                                            |
| 2011      | Обещание                 | The Promise             | Лен Мэтьюз           | Мини-сериал                                          |
| 2012-2013 | Волшебный город          | Magic City              | Дэниел «Дэнни» Эванс | 16 эпизодов                                          |
| 2014      | Ведьмы Ист-Энда          | Witches of East End     | Фредерик Бошам       | 13 эпизодов                                          |
| 2015-2016 | Больше чем искусство     | The Art of More         | Томас Грэм Коннор    | 20 эпизодов                                          |
| 2020      | Поселенцы                | Barkskins               | Рене Сель            | 8 эпизодов                                           |